# Strumentoconcerto
È stato un gruppo musicale italiano nato ad inizio anni '70 a Milano che univa strumenti tipici della musica etnica a sonorità ispirate al progressive rock ed alla musica sperimentale.

## Storia degli Strumentoconcerto

### Le origini tra Cooperativa L'Orchestra e Mamma non piangere
Gli Strumentoconcerto nacquero nei primi anni '70 grazie al sodalizio tra Nicola Scarano e Sonia Milan, entrambi appassionati e collezionisti di strumenti musicali di origine etnica. Il progetto si configura quindi, fin dai suoi inizi per la varietà di strumenti inseriti nei brani di matrice prog rock o di improvvisazione libera. In questo periodo i due entrano nella Cooperativa L'Orchestra nata da Franco Fabbri degli Stormy Six, partecipando parallelamente al progetto musicale Mamma non piangere.

### 1979: La natura è musica
Il loro primo album fu pubblicato nel 1979 con il titolo La natura è musica su marchio L'Orchestra e vide la collaborazione di Lorenzo Leddi.

### 1980: Lo strumento fa concerto
Nel 1980 gli Strumentoconcerto pubblicarono Lo strumento fa concerto, inizialmente autoprodotte e poi ristampato per L'Orchestra.

### Strumentoteca
Consustanziale al progetto del duo fu poi la realizzazione dello spazio Strumentoteca d'Arte Musicale a Birago di Lentate sul Seveso, un museo che nel tempo è arrivato a raccogliere oltre 13.000 strumenti musicali di disparata natura e provenienza.

## Formazione
- Nicola Scarano
- Sonia Milan

## Discografia
- 1979 - La natura è musica (favola musicale di Nicola Scarano) (LP, L'Orchestra, OLPS 55008)
- 1980 - Lo strumento fa concerto (LP, L'Orchestra, OLPS 55015 , Karamelle, KG 334)
- 1982 - Notepicchio il legno magico - Musical per due tarli (LP, Karamelle, KG 335)